# Antrostomus cubanensis
Noitibó-cubano ou bacurau-cubano, de nome científico Antrostomus cubanensis (ou Caprimulgus cubanensis) é uma espécie de ave da família Caprimulgidae.
Pode ser encontrada nos seguintes países: Cuba, República Dominicana e Haiti.
Os seus habitats naturais são: florestas subtropicais ou tropicais húmidas de baixa altitude e regiões subtropicais ou tropicais húmidas de alta altitude.